# 明耶觉苏瓦一世
明耶觉苏瓦（發音：[mɪ́ɴjɛ́ tɕɔ̀zwà]；1410年—1442年），或稱明耶觉苏瓦一世、孟瑞王，《明史》作馬哈省，他是緬甸阿瓦王朝君主，1439年至1442年間在位。明耶觉苏瓦是前任國王孟養德多的兒子。

## 生平
明耶觉苏瓦的父親孟養德多於1410年受封為孟養詔法，明耶觉苏瓦長大後曾受父命管理孟養附近一個叫莫瑞（Mo Shwe）的地區。1426年，孟養德多登基為阿瓦國王，明耶觉苏瓦成為王儲，以沙林、薩古（Sagu）、萊甘（Legaing）為采邑。
1439年，孟養德多崩逝，明耶觉苏瓦繼位為王。明耶觉苏瓦即位後，曾出兵征討戛里與孟養，恢復阿瓦對二地的統治。此後，明耶觉苏瓦試圖解決東敦枝、央米丁，賓里、東吁等地區割據一方、形同獨立的問題。明耶觉苏瓦派兵出征，阿瓦軍順利攻下了東敦枝，但卻無法攻破賓里與央米丁的堅固防守。1440年，在阿瓦與東吁的一場戰爭中，阿瓦將領與東吁侯紹烏象戰單挑並擊殺了他，隨後，阿瓦恢復了對東吁的統治。
1440年起，麓川詔法思任發數次派兵劫掠阿瓦王國。不久，明耶觉苏瓦派妻舅梯訶波帝（兼任孟養與戛里總督）率軍北征麓川的首都孟拱城。1441年，阿瓦軍進圍孟拱城。明耶觉苏瓦於1442年初崩逝，此時北方的圍城戰事仍僵持不下。明耶觉苏瓦崩逝後，其弟卑謬總督那腊勃底繼位。《明史》則記載，1441年（正統六年），明英宗朱祁鎮準備討伐思任發，遣使讓明耶觉苏瓦調兵配合。1442年（正統七年），思任發兵敗，過伊洛瓦底江（舊稱大金沙江）前往孟廣，受到阿瓦軍的進攻。明史中至1447年（正統十二年）時仍有明耶觉苏瓦（即馬哈省）的記載。